# Olympische Winterspiele 1964/Teilnehmer (Australien)
| Gelbes Symbol für Goldmedaillen mit stilisierten Olympischen Ringen | Graues Symbol für Silbermedaillen mit stilisierten Olympischen Ringen | Braundes Symbol für Bronzemedaillen mit stilisierten Olympischen Ringen |
| ------------------------------------------------------------------- | --------------------------------------------------------------------- | ----------------------------------------------------------------------- |
| —                                                                   | —                                                                     | —                                                                       |

Australien sollte an den Olympischen Winterspielen 1964 in Innsbruck ursprünglich mit sechs alpinen Skifahrern teilnehmen. Einer von ihnen, Ross Milne, verunglückte jedoch beim Training und starb an den Folgen. Die verbliebenen fünf Teilnehmer, davon drei Männer und zwei Frauen, nahmen wie geplant an den alpinen Skiwettbewerben teil. Lediglich Peter Brockhoff verzichtete auf die Teilnahme an der Abfahrt. Medaillen konnten dabei keine gewonnen werden.

## Teilnehmer

### Ski Alpin
Herren:
- Peter Brockhoff
Slalom: 42. Platz (Qualifikation)
Riesenslalom: 62. Platz – 2:18,68 min

- Simon Brown
Abfahrt: 61. Platz – 2:44,07 min
Slalom: 44. Platz (Qualifikation)
Riesenslalom: 51. Platz – 2:12,61 min

- Peter Wenzel
Abfahrt: 68. Platz – 2:55,58 min
Slalom: 49. Platz (Qualifikation)
Riesenslalom: 68. Platz – 2:27,72 min

Damen:
- Judy Forras
Abfahrt: 42. Platz – 2:13,83 min
Slalom: disqualifiziert im 1. Lauf
Riesenslalom: 40. Platz – 2:17,36 min

- Christine Smith
Abfahrt: 27. Platz – 2:03,82 min
Slalom: 28. Platz – 2:03,67 min
Riesenslalom: disqualifiziert